# Lore De Schepper
Lore De Schepper, née le 12 novembre 2005, est une coureuse cycliste belge, spécialisée à la fois dans le cyclisme sur route et en cyclo-cross.

## Carrière
Formée au sein de l'équipe AG Insurance-NXTG chez les juniors et au début de sa carrière espoir, c'est logiquement qu'elle signe au sein de l'équipe AG Insurance-Soudal son premier contrat professionnel à partir de l'été 2024. Elle s'illustre avec une première victoire en avril sur Grand prix féminin de Chambéry. Elle remporte ensuite le prologue du Tour de l'Avenir, ce qui lui permet de porter le premier maillot jaune de cette édition 2024. Troisième de la deuxième étape, elle ne prend pas le départ le lendemain en raison d'une maladie.

## Palmarès sur route

### Par années
- 2023
  - 9e du championnat d'Europe sur route juniors
- 2024
  - Grand Prix de Chambéry
  - Prologue du Tour de l'Avenir
  - 8e du Tour de Romandie

### Résultats sur les grands tours

#### Tour d'Italie
2 participations :
- 2024 : 47e
- 2025 : 22e

### Classements mondiaux
| Année                                 | 2024 |
| ------------------------------------- | ---- |
| Classement UCI                        | 142e |
| UCI World Tour                        | 117e |
|                                       |      |
| Légende : nc = non classéSource : UCI |      |

## Palmarès en cyclo-cross
- 2022-2023
  - Druivencross juniors
  - 2e du championnat de Belgique de cyclo-cross juniors
  - 3e du X²O Badkamers Trofee juniors